# Oithona omilio
Oithona omilio är en kräftdjursart. Oithona omilio ingår i släktet Oithona och familjen Oithonidae. Inga underarter finns listade i Catalogue of Life.